# Diecezja Avellaneda-Lanús
Diecezja Avellaneda-Lanús (łac. Dioecesis Avellanediensis-Lanusenis; hiszp. Diócesis de Avellaneda-Lanús) – jedna z 49 diecezji obrządku łacińskiego w Kościele katolickim w Argentynie w prowincji Buenos Aires ze stolicą w Avellaneda. Ustanowiona diecezją Avellaneda 10 kwietnia 1961 bullą papieską przez Pawła VI. 24 kwietnia 2001 zmieniono nazwę na Avellaneda–Lanús. Biskupstwo jest sufraganią archidiecezji Buenos Aires.

## Główne świątynie
- Katedra: Katedra Wniebowzięcia Najświętszej Marii Panny w Avellaneda

## Biskupi

### Biskup diecezjalny
- bp Marcelo Margni – ordynariusz Avellanedy-Lanús (od 2021)

### Biskup senior
- bp Rubén Oscar Frassia – biskup diecezjalny w latach 2000–2020, senior od 2020